# Hockai
Hockai is een veendorp in het uiterste noorden van de gemeente Stavelot in de provincie Luik. Het dorp ligt op een hoogte van ongeveer 555 meter en telt enkele skipistes en enkele hotels en restaurants. Vanaf Hockai vertrekken verschillende wandelingen.

## Geografie
Hockai behoort tot de deelgemeente Francorchamps en ligt een kleine vier kilometer ten noordoosten van Francorchamps. Met zijn ligging op 550 meter hoogte is Hockai een van de hoogst gelegen dorpjes van België. Het dorp bevindt zich aan de rand van het plateau van de Hoge Venen op de waterscheiding tussen de Hoëgne (zijrivier van de Vesder) in het noorden en de Eau Rouge (Amblève) in het zuiden. Tezamen met de plaats Baronheid ligt Hockai op een zadel op de waterscheiding tussen Amblève en Vesder. Vanwege deze ligging kruist de voormalige spoorlijn tussen Luxemburg en Luik hier deze waterscheiding (voor deze werd omgeleid langs de Amblève via Rivage), net als de E42 ten westen van het dorp.
Bij Hockai ontspringt de Hoëgne die naar het noorden stroomt naar de Vesder, maar ook het beekje 'Hockai' ontspringt hier. Dit beekje stroomt bij het plaatsje Eau Rouge (bij het circuit van Francorchamps) in de Eau Rouge.

### Verkeer en vervoer
Hockai is gelegen in de buurt van de N640, maar wordt voornamelijk ontsloten door de E42-A27. Vanuit het oosten is Hockai te bereiken via Mont Rigi en de N68. Vanuit het westen bereikt men Hockai via de N62 en de N640.
Het dorp wordt niet meer bediend door een spoorweg, maar wel door lokale buslijn 751. Op de N640 passeert de belangrijkere buslijn 395 tussen Verviers en Sankt Vith via Malmedy en bus 294 tussen Verviers en Trois-Ponts via Malmédy. Op de voormalige spoorwegbedding werd een fietspad (RAVeL) aangelegd.

## Wandelen
Vanuit het dorpje Hockai kunnen er wandeltochten gemaakt worden door de vallei van de Hoëgne. De rivier snijdt door het grote hoogteverschil een diepe vallei uit, vol met watervallen en stroomversnellingen. Een bekende wandeling (12 km) volgt het geaccidenteerde terrein naar beneden.